# Ék Sándor
Ék Sándor (született: Leicht Sándor, német művészneve Alex Keil) (Szentmihályfa, 1902. augusztus 27. – Budapest, 1975. január 15.) Kossuth-díjas festő, grafikus.

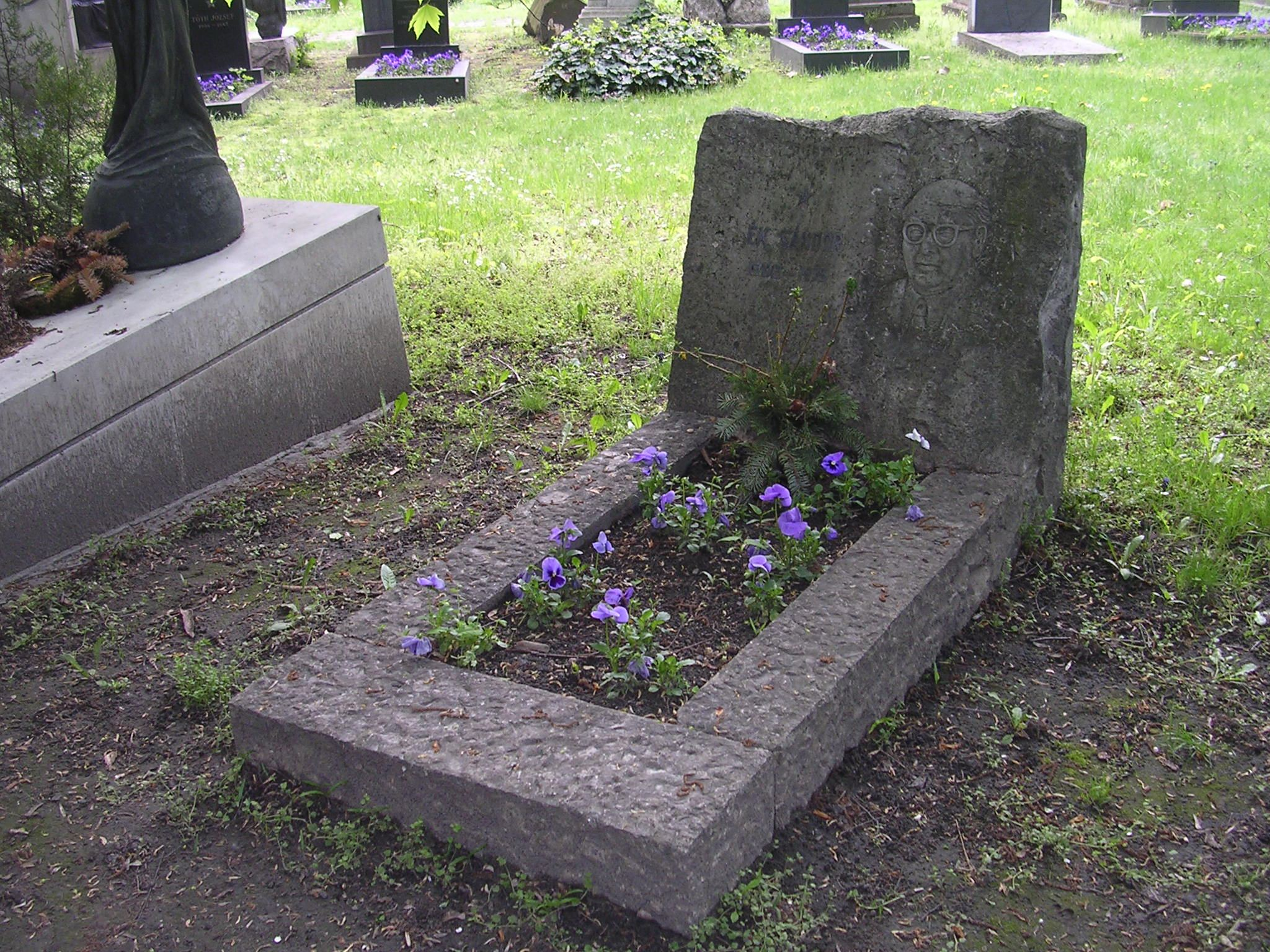
Sírja a Fiumei úti sírkertben (34/2-1-26)

## Élete
Leicht Jónás és Krausz Regina fiaként született. 1915-ben a Schlich-Nicholson cégnél tanult. A Tanácsköztársaság idején bekerült a Proletár Képzőművészeti Tanműhelybe, ahol olyan neves festők oktatták, mint Uitz Béla, Nemes-Lampérth József. 1918-ban a KMP tagja lett. 1920-ban Bécsbe emigrált. 1921-ben az Ifjúsági Internacionálé résztvevője Moszkvában, majd pár hónapig El Liszickijnél tanult. 1922-ben Berlinbe ment, ahol a Jugendverlag munkatársa volt. 1923-ban Párizsban élt. 1924-ben hazatért és letartóztatták. Miután kiengedték, 1925-ben ismét Németországban élt, ahol tagja lett a Kommunisták Németországi Pártjának. Ekkor tűnt fel karikatúrarajzaival. 1933-ban, Hitler hatalomra jutásakor, moszkvai emigrációba kényszerült. 1934-ben 10 év Lenin nélkül plakátjával megnyerte a Lenin halálának 10. évfordulójára kiírt pályázatot. 1934–1937 között a Nemzetközi Képzőművész Szövetség helyettes titkára, majd titkára volt. 1937-ben a moszkvai Képzőművész Szövetség elnökségi tagja lett. 1944-ben a Vörös Hadsereg katonájaként tért haza Magyarországra. 1948-ban kinevezték az Iparművészeti Múzeum igazgatójává. 1949-től a Magyar Képzőművészeti Főiskola tanára volt, ahol a grafikai tanszéket vezette. Híres tanítványai voltak például Csohány Kálmán grafikus, Csergezán Pál állatfestő és grafikus. Sok plakátot készített.

## Munkássága
Festészetének korai éveit az avantgárd szemlélet és a konstruktivista látásmód határozták meg. Később viszont, munkásmozgalmi meggyőződése hatására elvetette ezeket a stílusirányzatokat. Képeit ezután realista stílusban festette. Leíró jellegű ábrázolásmódot követett. Munkásmozgalmi múltja meghatározta művészetét is, a munkásság szegénységét, és az öntudatos munkást jelenítette meg vásznain, miközben grafikáiban és plakátjain gúnyolja az „osztályellenséget”. Rajzaira jellemző a munkásság heroikus ábrázolásmódja. Idillikus ihletésű zsánerjeleneteket is festett, portréi a szovjet szocialista realizmus hű mintái.

## Ismertebb munkái
- Intérieur, 1919
- Varrónő, 1919
- Madonna, 1919
- Pincér, 1920
- Önarckép, 1922
- Nemzetközi nőnapra, 1928 (plakát)
- Menekülő asszony, 1930
- Clara Zetkin, 1932
- Munka nélkül, 1932
- Ernst Thälmann, 1936
- Szovjet munkásnő, 1936
- Felszabadulás, 1945 után
- Memento c. litográfia-sorozat 1945 után
- Vérvörös csütörtök, 1954
- Szabadságunk köszöntése (grafikai album), 1955[8]
- A szekszárdi direktórium kivégzése, 1957
- Rákosi elvtárs 1919-ben a salgótarjáni fronton

## Díjai, elismerései
- Munkácsy Mihály-díj (1950)
- Kossuth-díj (1951)
- Érdemes művész (1953)

## Kiállítások
- 1933, 1936, Moszkva
- 1948, Nemzeti Szalon, Budapest
- 1952, Gyűjteményes kiállítás, Ernst Múzeum, Budapest
- 1957, Cyriaksburg, Erfurt, John Heartfielddel közösen
- 1962, Műcsarnok, Budapest
- 1966, Galerie Zentralbuchhandlung, Bécs
- 1972, Fernsehturm, Berlin
- 1972, Műcsarnok, Budapest
- 1975, Emlékkiállítás, Tihany
- 1979, Bakonyi Múzeum, Veszprém
- 1985, Bakonyi Múzeum, Veszprém

## Művei közgyűjteményekben
- Magyar Nemzeti Galéria, Budapest
- Magyar Nemzeti Múzeum, Budapest
- Bakonyi Múzeum, Veszprém
- Országos Széchényi Könyvtár, Budapest

## Írásai
- A festő világnézete, Budapest, 1947
- A szovjet festészet, Budapest, 1947
- Az orosz nemzeti festészet kialakulása, Budapest, 1948
- Mába érő tegnapok, Budapest, 1968

## Képek
- Ék Sándor: Munkásőrök apa és fia Archiválva 2013. augusztus 3-i dátummal a Wayback Machine-ben